# Streets of You
 (octobre 2018).
Si vous disposez d'ouvrages ou d'articles de référence ou si vous connaissez des sites web de qualité traitant du thème abordé ici, merci de compléter l'article en donnant les références utiles à sa vérifiabilité et en les liant à la section « Notes et références ».
Albums de Eagle-Eye Cherry
Can't Get Enough
(2012)
Streets of You est un album de musique du chanteur américano-suédois Eagle-Eye Cherry sorti en 2018.

## Liste de chansons de l'album
1. Streets of You
2. Come What May
3. Remember to Breathe
4. While Away
5. House at the End of the Road
6. Down and Out
7. You
8. Drunk and Sublime
9. Top of the World
10. Mother Never Told Me
11. Rise Above
12. We Ain’t Dead
13. Best of Us